# 人月
人月（にんげつ、マンマンス、man-month）とは、1人が1か月で行うことのできる作業量（工数）を表す単位。同様の単位に人日（にんにち）や人時（にんじ）や人週（にんしゅう）がある。人日は、多少俗語的に人工（にんく）、人役（にんやく）ともいう。
土木・建築の現場などの事業（プロジェクト）の作業工数見積もりなどに用いる。ソフトウェア業界も、土木・建築業界に習い、事業管理（project management）を行っているため、同じ用語を使う。

## 概要
人月の考え方では、すべての作業員が同等の能力を有しており、ひとつの作業を複数の作業員で分担すること及び複数の作業を一人の作業員に集約することを前提としている。あるいは、平均的な作業員の能力を想定し、多数の作業員の分布が正規分布に近く、想定能力付近の人が多いことを前提に計算が妥当になることを想定している。
そのため、1人が20日（1か月）かけて行う作業と、20人が1日で行う作業はどちらも同じ1人月として計算する。
原則として、1日は8時間、1か月は20日として計算するが、6・7時間、21・22日などの場合もある。

## 利用
人月を単位として工数を見積もることを、人月計算（にんげつけいさん）という。日本のソフトウェア業界の中でも、顧客の注文を受けて情報システムを構築するシステムインテグレーターでは、人月を元にコストを算出し、システム構築費用とすることがある。
当該作業を行う人員に応じて単価を設定し、それに人月工数を掛け合わせた額が見積もり費用となるが、後述のような問題点があるため、実際の見積では、算出方法に様々な調整方法がとられることが普通である。また、人月は、プロジェクトの進捗の目安として用いられることもある。
人月の考え方は非常に単純化したものである。特別な教育を受けたプロジェクトマネジャーでなくとも運用できるとは限らない。実際に、そのまま適用してうまく行く可能性のあるプロジェクトの種類は少なく、短期間のトレーニングのみで行うことのできる単純労働に限る方がよい。

## 課題と対応
人月計算による工数見積もりでは、以下に示すような問題が発生しやすいため対応方法について検討可能であるが、実現可能であるとは限らない。
- 下請けの場合、作業量を基に費用を計算するため、請負者が不必要な作業を増やす傾向がある。そのため、作業の必要性を慎重に審査し、生産性を向上させる方法を積極的に検討すべきだ。
- 見積もり作業時間が実際の作業時間より長い場合、不必要なコストになる。そのため、雇用主は時間を慎重に計算すべきだ。
- 作業員が作業を完了したことを確認するために、一部の雇用主はすべての作業を記録するよう求めている。しかし、記録作業も有給労働と見なされる。記録作業は実際の作業よりも時間がかかる場合もある。コストを削減するために、すべての作業を記録する代わりに、抜き取り検査を行うことができる。
- 人月という単位は、1か月の稼働日数を定めていない。そのため実稼働を20日として計算した1人月と、30日として計算した1人月は見掛け上同等であるといけないので何日で計算したかを付記する必要がある。
- 熟練者の1人月と初心者の1人月の区別がない。そのため、工数見積もりの段階では熟練者を想定していても、実際の作業では初心者しか揃えられない場合、納期に間に合わなくなったり品質を確保できなくなったりする。そのため想定した一人の熟練度を横顔（profile）として示すとよい。
- 人月の考え方では、納期に間に合わない場合には、作業員を増員すればよいことにはならない。足りないのが時間なのか能力なのかの判定が先に必要である。実際に、増員された作業員の教育のために、既存の作業員の能率が低下するため、プロジェクトはさらに遅延する。（ブルックスの法則 - 『人月の神話』より）

## 参考資料
- 人件費適正化マニュアル 著者: 池内恵介 すばる舎